# Schenken von Osterwitz

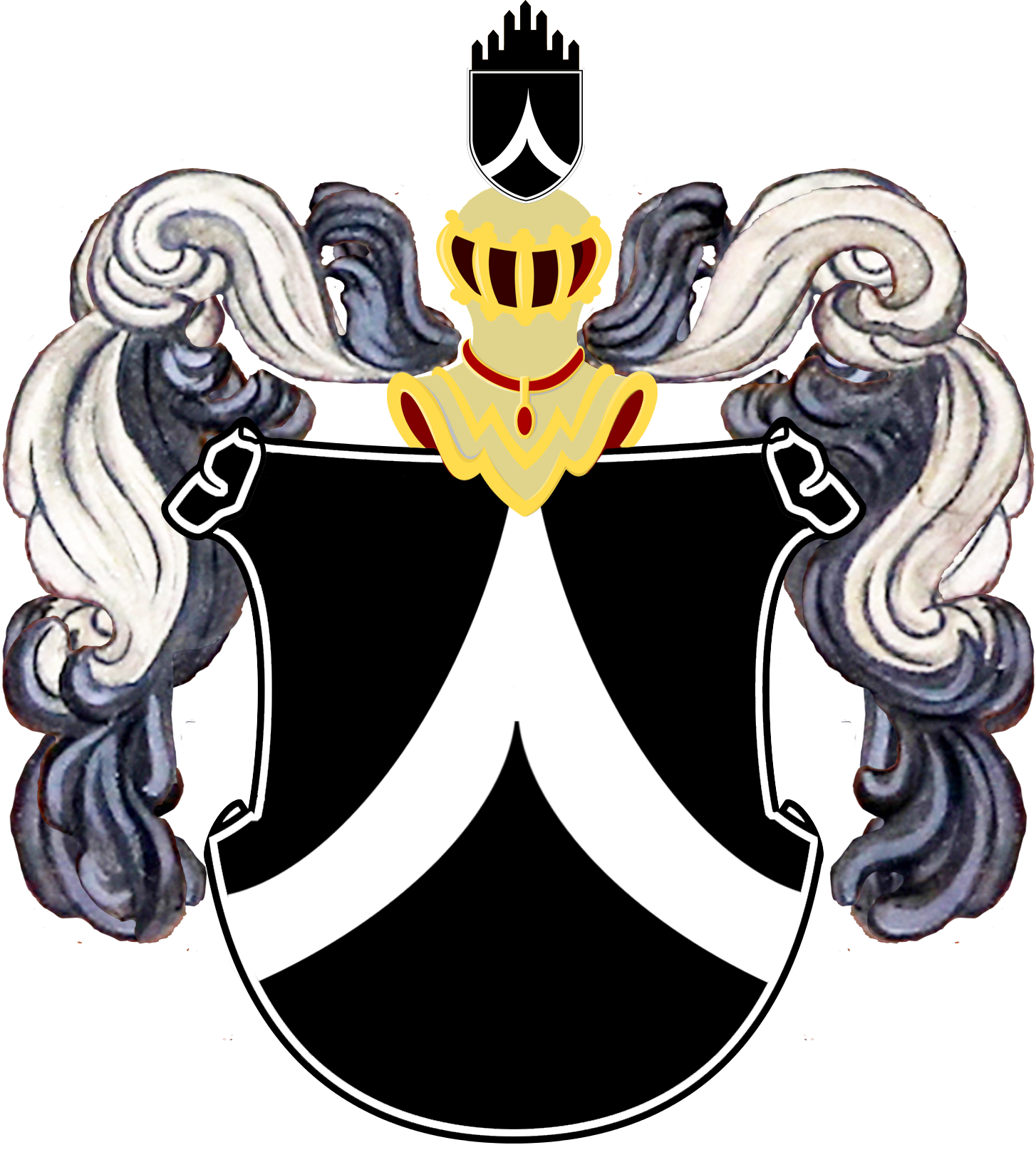
Wappen des Krainer Landeshauptmanns Ulrich Schenk von Osterwitz († 1429), wie es an der Decke der Sankt-Georgs-Kapelle auf der Burg Ljubljana zu sehen ist

Die Schenken von Osterwitz waren ein Kärntner  Ministerialengeschlecht des Mittelalters. Bekanntheit erlangten sie vor allem durch die Verwaltung der Burg Hochosterwitz, welche sie ab Mitte des 12. Jahrhunderts als landesfürstliches Lehen übernahmen und bis 1478 bewirtschafteten.

## Herkunft
Im Jahr 860 bekam Erzbischof Adalwin von Salzburg Burg und den umliegenden Gutshof von Hochosterwitz. Die Bewirtschaftung und Verwaltung überließ er vertrauten Personen, deren Herkunft und Geschlecht nicht genauer bekannt sind. Erst im Zuge des Investiturstreits belehnte Erzbischof Gebhard die Spanheimer, welche ihm stets treu zur Seite standen, mit der Liegenschaft Osterwitz. Der erste urkundlich bezeugte Osterwitzer war somit der Spanheimer Ceizolf (Ceizolf I.). In einer 1106 erlassenen Urkunde nannte er sich Ceizolf de Osterwiza. In einer auf das Jahr 1121 datierten Schenkungsurkunde, in welcher dem Spital von Friesach Güter und Liegenschaften zugesprochen werden, wurde auch ein gewisser Goteboldus de Osteuuize erwähnt. Dieser war vermutlich der Bruder von Ceizolf und somit der zweite urkundlich bezeugte Osterwitzer.

## Aufstieg
Zu Beginn des 13. Jahrhunderts im Jahr 1209 wurde ein Familienmitglied der Osterwitzer in einer Schenkungsurkunde an das Kloster St. Paul zum ersten Mal als pincerna bezeichnet. Das lateinische Wort pincerna bezeichnete ursprünglich die Funktion des Mundschenken. Ab dem Spätmittelalter wurden diesem Erbamt jedoch keine Funktionen mehr zugesprochen.
Das Amt des Mundschenken wurde anfänglich nur dem ältesten Familienmitglied der Osterwitzer zugesprochen. Im Laufe des 13. Jahrhunderts bezeichneten sich allmählich jedoch alle männlichen Osterwitzer als Schenken. Der eigentliche Amtsinhaber wurde als obrister Schenk angeführt, um sich von den restlichen nominellen Schenken hervorheben zu können.
1284 wurde durch Albrecht I. und Hermann IV. ein Besitzwechsel innerhalb der Familie vollzogen. Hermann übernahm somit alle Besitzanteile der väterlichen Burg Osterwitz. Ab diesem Zeitpunkt bis zum Jahre 1312 herrschte durch die turbulente politische Situation innerhalb des Landes ein Quellenmangel. Erst mit Beginn des Jahres 1312 schloss sich diese Quellenlücke wieder.
Das 14. Jahrhundert leitete außerdem den Übergang der bis dato vorherrschenden Naturalwirtschaft zur neuen Geldwirtschaft ein. Die alte Zinsgüterwirtschaft wurde somit von der auf Geld beruhenden Rentenwirtschaft abgelöst. Dies leitete auch den langsamen aber nicht mehr aufzuhaltenden Verfall der alten Grundherrschaften ein. Durch den Rückgang der Naturalwirtschaft waren nun auch die Osterwitzer gezwungen in fremde Dienste zu treten. Die Bekleidung der Schenken-Würde selbst brachte beispielsweise neben ein paar Mark pro Jahr lediglich noch eine Fuhre südsteirischen Weins ein. Durch das Ministerialenverhältnis zum jeweiligen Landesherren ließen sich auch gewisse Fehden nicht vermeiden, in denen die Schenken von Osterwitz hineingezogen wurden. Dies zeigte sich vor allem zur Zeit des Osterwitzers Reinher III. (1313–1354), der immer wieder im Dienste des Kärntner Herzogs Heinrich stand. Für die Abwicklung ihrer Geldgeschäfte, in die die Schenken nun immer häufiger verwickelt wurden, war der Familienwohnsitz auf der Burg unvorteilhaft. Die Konsequenz daraus war die Erwerbung eines Herrenhauses in der Hauptstadt im Jahre 1330. Ab der Mitte des 14. Jahrhunderts waren die Schenken sehr hoch angesehen und so wurden sie nicht selten bei Streitigkeiten innerhalb der führenden Gesellschaftsschicht als Vermittler zu Rate gezogen.

## Niedergang
Mit dem Schenken Reinher III. begannen sich die Osterwitzer jedoch auch immer tiefer in unübersehbare Geldgeschäfte zu verstricken. Abgesehen von diesen dubiösen Geschäften, welche die Osterwitzer immer mehr in die Schuldenfalle tappen ließen, erlitt die Familie im Jahre 1359 ein folgenschweres Ereignis, welches die gesamte Familienreputation nachhaltig schädigte. Die Rede ist von der Gefangennahme einer venezianischen Gesandtschaft. 1359 schickte die Republik Venedig eine Gesandtschaft unter dem Dogen Lorenzo Celsi nach Prag zu Kaiser Karl IV. Da sich die Verhandlungen in Prag verzögerten, schickte Celsi zwei seiner Mitreisenden frühzeitig nach Venedig zurück. Die Heimreise von Prag führte die beiden durch Kärnten, wo sie nördlich von Sankt Veit von den Leuten der Schenken Hermann und Niklas festgenommen wurden. Der Grund dafür war ein alter Streit, den der Vater von Hermann und Niklas, der Osterwitzer Schenk Reinher III. mit dem Dogen Celsi hatte. Diese alte Streitigkeit sollte nun beglichen werden. Nach Bekanntwerden dieser Gefangennahme der zwei venezianischen Gesandten legte die Signoria von Venedig Protest dagegen ein, da die Immunität der Gesandtschaft widerrechtlich verletzt wurde. So wandte sich Venedig, neben den Erzbischof von Salzburg und dem Kärntner Landesfürsten Herzog Rudolf, sogar an den Kaiser selbst um gegen das Verhalten der Schenken von Osterwitz zu protestieren. Venedig forderte die sofortige Freilassung der zwei Gesandten und die Bestrafung der Verantwortlichen. Die Verhandlungen zogen sich trotzdem über 21 Monate, bis Herzog Rudolf schließlich die Freilassung durchsetzte, indem er den Osterwitzern als Gegenleistung 6000 Gulden Schulden nachließ. Der Preis für diesen Schuldennachlass war jedoch nicht nur die Freiheit der beiden Venezianer, sondern auch der Verlust ihrer wirtschaftlichen und persönlichen Freiheit. Am 24. Juni 1362 gaben die Schenken somit Herzog Rudolf ihre Feste Osterwitz mit allen dazugehörigen Liegenschaften und Leuten und empfingen dies alles als Lehen wieder. Damit waren die Schenken nun normale Dienstleute des Landesherren und der gesellschaftliche Abstieg begann. Gregor Schenk von Osterwitz wurde allerdings 1396 Fürsterzbischof von Salzburg und somit dort selbst Landesherr (bis 1403).
Nach dem Tod des Schenken Hermann V. wurde sein Bruder Niklas oberster Schenk. Unter ihm begann sich die wirtschaftliche Situation der Familie kurzzeitig wieder etwas zu stabilisieren. Niklas hatte unter anderem ein sehr gutes Verhältnis zu Herzog Leopold, dem Herren von Innerösterreich. So wurde Niklas von ihm zum Landeshauptmann in Steyer (Steiermark) ernannt. Dieses Amt hatte er bis zum Tod Leopolds im Jahr 1386 inne, danach kehrte er nach Kärnten zurück und widmete sich wieder der Verwaltung von Osterwitz und dem Familienleben. Im Jahre 1414 wurde Ulrich III. neues Familienoberhaupt und übernahm sogleich die Funktion des Hauptmannes von Krain (bis 1429).
Ab der Mitte des 15. Jahrhunderts war die Zeit vor allem durch die ständige Gefahr der Türkeneinfälle geprägt. In diesem Zusammenhang wurden die Schenken von Osterwitz wiederholt als Hauptmann des Volkes den Krainern zu Hilfe geschickt. Ulrichs Sohn Jobst Schenk von Osterwitz wurde ebenfalls Krainer Landeshauptmann (1429–1437). Später wurden auch ein Wilhelm Schenk von Osterwitz und dessen Bruder Georg von Osterwitz erwähnt, Georg kam 1478 in türkischer Gefangenschaft ums Leben. Der einzige Osterwitzer, der nun noch übrig blieb, war Georgs Sohn Hans. Unter ihm zeichnete sich der endgültige politische und wirtschaftliche Zusammenbruch der Familie ab. Ab der Mitte des 15. Jahrhunderts wurde aus unerklärlichen Gründen, vermutlich wegen Überheblichkeit oder Nachlässigkeit, dem kaiserlichen Lehensempfang nicht mehr nachgekommen. Die Konsequenz daraus war, dass Kaiser Friedrich III. den gesamten Besitz der Schenken von Osterwitz übernahm. Unter diesem Druck musste Hans von Osterwitz auf den gesamten Familienbesitz verzichten. Aus fürstlicher Gnade überließ der Kaiser ihm nur die Burg Liebenfels als neuen Lehenssitz. All dies wurde in einer am 30. Mai 1478 erschienenen Urkunde festgehalten. Das Jahr 1478 markierte somit das politische Ende der Schenken von Osterwitz.